# Харт, Дэвид Бентли
Дэ́вид Бе́нтли Харт (англ. David Bentley Hart; род. 20 февраля 1965, Хауард, Мэриленд) — американский православный богослов и культуролог, философ

, 
преподаватель ряда университетов. Автор работы «Красота бесконечного», в которой он подвергает критике постмодернизм и традицию континентальной философии. Серьезно занимается классическими, средневековыми и континентальными философскими системами, а также  дхармичными, библейскими и святоотеческими текстами. Имеет труды по онтологии, сравнительной мифологии, духовной эстетике, экзистенциализму, патристике. Помимо написания научных трудов, Харт сочиняет детские сказки и поэтические произведения. 

## Биография
Получил степень бакалавра гуманитарных наук в Мэрилендском университете, магистра философии в Кембриджском университете, магистра гуманитарных наук и доктора философии получил в Виргинском университете.
Преподавал в Виргинском университете, Университете святого Фомы в Миннесоте, Школе богословия Дюкского университета и Колледже Лойолы в штате Мэриленд. Преподавал в качестве приглашённого профессора в колледже Провиденс. В 2015 году Харт был назначен в Темплтон сотрудником Института перспективных исследований Университета Нотр-Дам.

## Взгляды
В возрасте 18 лет обратился из англиканства Высокой церкви в православие. Высказал предположение об отсутствии раскола между православием и католицизмом (Миф о схизме, 2008). В сотериологии придерживался концепции апокатастасиса. Политически идентифицирует себя как демократического социалиста и состоит в организации «Демократические социалисты Америки».
Наибольшее влияние на Харта как богослова оказали труды Григория Нисского, богословская эстетика Х. У. фон Бальтазара, проект «радикальной ортодоксии» Дж. Милбанка, а также софиологические работы С. Н. Булгакова и Э. Пшивары, чей главный труд «Analogia Entis» Харт совместно с Дж. Бетцом перевёл на английский язык.

## Награды и оценки
Первый большой труд Харта монография «The Beauty of the Infinite» (Красота бесконечного), которая являлась адаптацией его докторской диссертации, получила признание теологов Джона Милбанка, Джанет Соскис и Рейнхарда Хюттера. Уильям Плаччер сказал о книге: «Я не могу припомнить более блестящей работы американского теолога за последние десять лет». Джеффри Уэйнрайт сказал: «Эта великолепная и требовательная книга должна утвердить Дэвида Бентли Харта во всём мире а не только в Северной Америке, как одного из ведущих теологов своего поколения»
27 мая 2011 года, книга Харта «Atheist Delusions» была награждена Майклом Рэмси премией по теологии, ее похвалил известный агностик, философ Энтони Кенни: «Харт имеет дары достойного адвоката. Он пишет с четкостью и силой, и он снова и снова двигает свои идеи. Он разоблачает ложные факты или логику противников с безжалостной точностью».
В 2014 книгу Харта «The Experience of God», газета The Guardian назвала «единственной теологической книгой, которую действительно должны читать все атеисты».

## Научные труды
Книги
- The Hidden and the Manifest: Essays in Theology and Metaphysics. Grand Rapids: Eerdmans, 2017.
- The Dream-Child’s Progress and Other Essay. New York: Angelico Press, 2017.
- A Splendid Wickedness and Other Essays. Grand Rapids: Eerdmans, 2016.
- The Experience of God: Being, Consciousness, Bliss. New Haven: Yale University Press, 2013.
- The Devil and Pierre Gernet: Stories. Grand Rapids, MI: Wm. B. Eerdmans, 2012.
- Atheist Delusions: The Christian Revolution and Its Fashionable Enemies[англ.]. New Haven, CT: Yale University Press, 2009.
- In the Aftermath: Provocations and Laments. Grand Rapids, MI: Wm. B. Eerdmans, 2008.
- The Story of Christianity: An Illustrated History of 2000 Years of the Christian Faith. London: Quercus, 2007.
- The Doors of the Sea. Grand Rapids, MI: Wm. B. Eerdmans, 2005.
- The Beauty of the Infinite: The Aesthetics of Christian Truth. Grand Rapids, MI: Wm. B. Eerdmans, 2003.

Переводы
- The New Testament: A Translation. Yale University Press, 2017.
- Erich Przywara, Analogia Entis: Metaphysics: Original Structure and Universal Rhythm. Grand Rapids, MI: Wm. B. Eerdmans, 2014. In collaboration with John R.

Статьи
- «What Lies Beyond Capitalism? A Christian Exploration», Plough Quarterly[англ.] 21 (Summer 2019).
- «Can We Please Relax About 'Socialism'?», The New York Times (April 27, 2019).
- «The New York Yankees Are a Moral Abomination», The New York Times (July 14, 2018).
- «Everything you know about the Gospel of Paul is likely wrong», Aeon[англ.] (January 8, 2018.)
- «Are Christians Supposed to be Communists?», The New York Times (November 4, 2017).
- «From a Vanished Library», First Things[англ.] (April 2017).
- 'We need to talk about God', Church Times[англ.] (an independent Church of England newspaper), February 2016.
- «The Myth of Schism», Clarion Journal (June 2014).
- «Therapeutic Superstition», First Things[англ.] (November 2012).
- Response to critiques of The Beauty of the Infinite by Francesca Murphy and John A. McGuckin, Scottish Journal of Theology[англ.] 60 (February 2007): 95-101.
- «Daniel Dennett Hunts the Snark», First Things[англ.] 169 (January 2007).
- Contribution to Theology as Knowledge: A Symposium, First Things[англ.] 163 (May 2006): 21-27.
- «The Lively God of Robert Jenson», First Things[англ.] 156 (October 2005): 28-34.
- «The Anti-Theology of the Body» Архивная копия от 18 июля 2006 на Wayback Machine, The New Atlantis[англ.] 9 (Summer 2005): 65-73.
- «The Soul of a Controversy», The Wall Street Journal (April 1, 2005).
- «Tsunami and Theodicy», First Things[англ.] 151 (March 2005): 6-9.
- «The Laughter of the Philosophers», First Things[англ.] 149 (January 2005): 31-38. A review loosely structured around The Humor of Kierkegaard by Thomas C. Oden, containing a long excursus on Johann Georg Hamann.
- «God or Nothingness» in I Am the Lord Your God: Christian Reflections on the Ten Commandments Carl E. Braaten and Christopher Seitz, eds. Grand Rapids, MI: Eerdmans, 2005: 55-76.
- «The Offering of Names: Metaphysics, Nihilism, and Analogy» in Reason and the Reasons of Faith. Reinhard Hütter and Paul J. Griffiths, eds. London: T. & T. Clark, 2005: 55-76.
- «Tremors of Doubt», The Wall Street Journal (December 31, 2004). This article was the seed for the book The Doors of the Sea.
- «Ecumenical Councils of War», Touchstone[англ.] (November 2004).
- «The Pornography Culture» Архивная копия от 14 июня 2006 на Wayback Machine, The New Atlantis 6 (Summer 2004): 82-89.
- «Freedom and Decency», First Things[англ.] 144 (June/July 2004): 35-41.
- «An Orthodox Easter», The Wall Street Journal (April 9, 2004) (in «Houses of Worship»).
- «Religion in America: Ancient & Modern», The New Criterion[англ.] (March 2004).
- «A Most Partial Historian», First Things[англ.] 138 (December 2003): 34-41. A review of Religion and Public Doctrine in Modern England Volume III: Accommodations by Maurice Cowling.
- «Christ and Nothing», First Things[англ.] 136 (October 2003): 47-57.
- «The Bright Morning of the Soul: John of the Cross on Theosis», Pro Ecclesia (Summer 2003): 324-45.
- «Thine Own of Thine Own: the Orthodox Understanding of Eucharistic Sacrifice» in Rediscovering the Eucharist: Ecumenical Considerations Roch A. Kereszty, ed. (Paulist Press, 2003): 142—169.
- «A Gift Exceeding Every Debt: An Eastern Orthodox Appreciation of Anselm’s Cur Deus Homo», Pro Ecclesia 7.3: 333—348.
- «The Mirror of the Infinite: Gregory of Nyssa on the Vestigia Trinitatis», Modern Theology[англ.] 18.4 (October 2002): 542-56.
- «No Shadow of Turning: On Divine Impassibility», Pro Ecclesia (Spring 2002): 184—206.
- Contribution to The Future of the Papacy: A Symposium, First Things[англ.] 111 (March 2001): 28-36.
- «The 'Whole Humanity': Gregory of Nyssa’s Critique of Slavery in Light of His Eschatology», Scottish Journal of Theology[англ.] 54.1 (2001): 51-69.
- «Analogy» in Elsevier Concise Encyclopaedia of Religion and Language (Elsevier Press, 2001).
- «The Writing of the Kingdom: Thirty-Seven Aphorisms towards an Eschatology of the Text», Modern Theology[англ.] (Spring 2000): 181—202.
- «Matter, Monism, and Narrative: An Essay on the Metaphysics of Paradise Lost» Milton Quarterly (Winter 1996): 16-27.

Обзоры книг
- «Shock of the Real», First Things[англ.] (November 2017). A long essay-review of Natasha Lehrer’s translation of «Équipée» by Victor Segalen.
- «Empson in the East», First Things[англ.] (May 2017). A review of «The Face of the Buddha» by William Empson.
- «Dante Decluttered: A review of The Divine Comedy», First Things[англ.] (November 2013). A review of Clive James' translation of «The Divine Comedy».
- «Inside the mind of the Archbishop of Canterbury», The Times Literary Supplement (March 2008). A review of Rowan Williams’s "Wrestling with Angels, " edited by Mike Higton.
- «Con Man», The New Criterion[англ.] (September 2006): 124. A review of «The Theocons: Secular America under Siege» by Damon Linker.
- «Beyond Disbelief», The New Criterion[англ.] (June 2005): 78-81. A review of «The Twilight of Atheism» by Alister McGrath.
- «Roland Redivivus», First Things[англ.] 150 (February 2005): 44-48. A review of Orlando Innamorato by Matteo Maria Boiardo, translated by Charles Stanley Ross.
- «The Laughter of the Philosophers», First Things[англ.] 149 (January 2005): 31-38. A review loosely structured around The Humor of Kierkegaard by Thomas C. Oden, containing a long excursus on Johann Georg Hamann.
- «When the Going was Bad», First Things[англ.] 143 (May 2004): 50-53. A review of Waugh Abroad: Collected Travel Writing by Evelyn Waugh.
- «Sheer Extravagant Violence», First Things 139 (January 2004): 64-69. A review of Taras Bulba by Nikolai Gogol, translated by Peter Constantine.
- «A Most Partial Historian», First Things 138 (December 2003): 34-41. A review of Religion and Public Doctrine in Modern England Volume III: Accommodations by Maurice Cowling.
- Review of Gianni Vattimo's Belief, The Journal of Religion 82.1 (Jan. 2002): 132—133.
- «Israel and the Nations», First Things 105 (August/September 2000): 51-54. A review of Church and Israel After Christendom: The Politics of Election by Scott Bader-Saye.
- «Review Essay: On Catherine Pickstock’s After Writing», Pro Ecclesia (Summer 2000): 367—372.
- «Beyond Reductionism», First Things 87 (November 1998): 55-57. A review of Religious Mystery and Rational Reflection by Louis Dupre.

### Переводы на русский язык
- Харт Д. Красота бесконечного : эстетика христианской истины / пер. Андрей Лукьянов. — М.: Изд-во ББИ, 2010. — 672, [1] с. (Серия «Современное богословие»). ISBN 978-5-89647-226-1
- Харт Д. Бог: новые ответы у границ разума : современная наука, философия, религия, психология о божественном / пер. с англ. Андрея Лукьянова. — М.: Эксмо, 2019. — 359 с. (Религия. История Бога). ISBN 978-5-04-099880-7 : 2000 экз.
- Харт Д. Иллюзии атеистов. — М.: «Никея», 2021.
- Харт Д. Врата моря. Где был Бог во время цунами? — М.: Теоэстетика, 2022.
- Харт Д. Чтобы все спаслись. Рай, ад и всеобщее спасение. — М.: Эксмо, 2022.